# La vida precoz y breve de Sabina Rivas
La vida precoz y breve de Sabina Rivas es una película mexicana dramática, dirigida por Luis Mandoki. Los jóvenes venezolanos Greisy Mena y Fernando Moreno fueron sus protagonistas.  
La película tuvo su estreno mundial en la sección oficial de la 57.ª Semana Internacional de Cine de Valladolid. Sus directores de producción fueron Abraham Zabludovsky y Perla Ciuk. Se trata de una adaptación de la novela "La Mara", de Rafael Ramírez Heredia.

## Reparto
- Greisy Mena (Sabina Rivas)
- Joaquín Cosío (Burrona)
- Fernando Moreno (Jovany)
- Angelina Peláez (Doña Lita)
- Mario Zaragoza (Sarabia)
- Beto Benites (Añorve)
- Nick Chinlund (Patrick)
- Mieguel Flores (Don Nico)
- Argél Galindo (Poisson)
- Ténoch Huerta (Juan)
- Dagoberto Gama (General Valderrama)
- Luis Yee (Pedro)
- Tito Vasconcelos (Presentador Tijuanita)
- José Sefami (Diplomito Cossío)
- Asur Zagada (Thalía)
- José Corona (Lagrimitas)
- Tony Dalton (John)
- José Enot (Borracho Tijuanito)
- Giovanna Magaldi Vega (tijuanita)